# Iwan Bohatyr
Iwan Ołeksandrowycz Bohatyr, ukr. Іван Олександрович Богатир, ros. Иван Александрович Богатырь, Iwan Aleksandrowicz Bogatyr´ (ur. 24 kwietnia 1975 w Zaporożu, Ukraińska SRR) – ukraiński piłkarz, grający na pozycji obrońca lub pomocnika, trener piłkarski.

## Kariera piłkarska

### Kariera klubowa
Wychowanek Szkoły Sportowej Metałurh Zaporoże. W 1993 rozpoczął karierę piłkarską w klubie Wiktor Zaporoże. Po tym jak po 7 kolejce sezonu 1994/95 Wiktor połączył się z zaporoskim Metałurhem dołączył jesienią 1994 do Metałurha Zaporoże. W 2000 został wypożyczony do farm-klubu SDJuSzOR-Metałurh Zaporoże. Latem 2002 przeszedł do Tawrii Symferopol. Podczas przerwy sezonu 2002/03 przeniósł się do Metalista Charków. Latem 2003 wrócił do Metałurha, ale po pół roku odszedł do MFK Mikołajów. W sezonie 2004/05 występował w FK Ołeksandrija. Potem zasilił skład Desny Czernihów, w której zakończył karierę piłkarską w roku 2006.

### Kariera reprezentacyjna
W latach 1996–1997 występował w młodzieżowej reprezentacji Ukrainy.

## Kariera trenerska
Po zakończeniu kariery piłkarza rozpoczął pracę szkoleniową. Został zaproszony do sztabu szkoleniowego klubu Hirnyk-Sport Komsomolsk. Od sierpnia 2008 do 2013 trenował dzieci w Szkole Sportowej Metałurh Zaporoże. 25 czerwca 2019 został mianowany na stanowisko głównego trenera rodzimego Metałurha Zaporoże, którym kierował do 7 października 2019.

## Sukcesy i odznaczenia

### Sukcesy klubowe
Desna Czernihów
- mistrz Ukraińskiej Drugiej Ligi: 2005/06 (gr.A)